# Szlak pieszy nr 3572
 Szlak turystyczny Golęcin - Krzyżowniki – znakowany szlak turystyczny w województwie wielkopolskim.

## Charakterystyka
Szlak ten rozpoczyna się na przystanku MPK "Golęcin" przed Centrum Szkolenia Wojsk Lądowych im. Stefana Czarnieckiego (dawna pętla tramwajowa linii 9). Wchodzi do Lasku Golęcińskiego, mija jezioro Rusałka. Po pokonaniu dolin Bogdanki, Golęcinki i Strzeszyńskiego Strumienia mija Stawy Strzeszyńskie i Strzeszynek, osiąga jezioro Strzeszyńskie, Psarskie, a następnie jezioro Kierskie. Swój koniec ma na pętli MPK w Krzyżownikach